# Маклаудов синдром
Маклаудов синдром је генетички поремећај који захвата мозак, периферне живце, крв, мишиће и срце. Овај синдром узрокују мутације гена на X хромозому, који је одговоран за стварање специфичног протеина (Kell антигена) на површини еритроцита. Жене су носиоци мутираних гена, али обољевају само њихови мушки потомци.
Болест је откривена 1961. године, а добила је име по хардвардском студенту Хјуу Маклауду чија крв је том приликом анализирана.

## Клиничка слика
Први симптоми се углавном уочавају у петој или шестој деценији живота. Настају периферна неуропатија (обољење живаца), кардиомиопатија (увећање срца), атријална фибрилација, тахиаритмија и хемолитичка анемија. Могу се јавити Хантигнтонова хореја, тикови мишића лица, усана и језика, епилептички напади, а временом и заборавност и промене понашања. Хореични покрети (дрхтање, климање мишића) прво захватају руке и лице, да би се касније проширили на целокупну мускулатуру. Говор постаје дизартричан и експлозиван. Најчешће уз знаке анемије (бледило, малаксалост, вртоглавица, зујање у ушима, убрзан рад срца), на хемолизу указују и жутица и увећање слезине. Болест временом све више напредује.

## Дијагноза
Дијагноза се поставља на основу анамнезе, клиничке слике, објективног прегледа, лабораторијских анализа, ултразвука, рендгенографије, компјутеризоване томографије, нуклеарне магнетне резонанце, генетичких испитивања итд.

## Лечење
За Маклаудов синдром не постоји специфична терапија. Лечење се најчешће своди на контролу пропратних симптома.